# Janaq Paço
Janaq Paço, nacido en 1914 en Konicë (Permet) murió en 1989, es un escultor de Albania.
Junto con Genc Hajdari, creó la escultura Gjergj Kastrioti Skënderbeg que está en el hall del Museo Nacional de Krujë. Paço también ayudó a Odhise Paskali en la creación del monumento a Skanderberg en la plaza Skanderberg de Tirana.

## Datos biográficos
Escultor Janaq Paço nació  en 1914 en Konicë, allí asiste a la escuela primaria, estudios que  continuaron en la escuela en Salónica en 1933 
Entra en la Academia de Bellas Artes en Atenas. Donde tuvo la suerte de estudiar y trabajar con  Rodenit Constantino Dimitriadhis. Regresó a casa en 1941.
Después de la liberación, trabajó como profesor de escultura en el Liceo artístico en Tirana. A continuación, de pensiones.

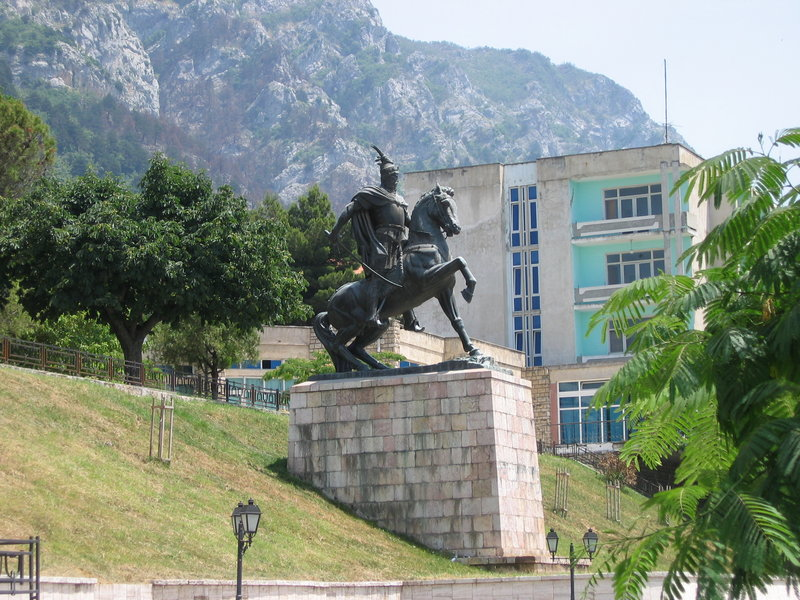
Estatua de Skanderbeg en la Plaza de Krujë

Desde 1949 hasta 1959 trabajó para el monumento "Skanderbeg" instalado en Krujë. 
En 1968 se inauguró la pieza ecuestre "Skanderbeg" de Tirana, de la que fue coautor con Andrea Mana y Odhise Paskali.
En los años 60-'70 realiza un ciclo de desnudos que destruyó en 1975.
Concluye en 1960 dos busto de Fan Noli y un busto de Moisés Alexander.
En 1973 termina el "Gladiator" (3,5 m , 200kg ) , para la entrada del antiguo anfiteatro de Durrës. La obra fue instalada en 1993 en la puerta del museo arqueológico de Durrës.
En 1982 termina el grupo escultórico "Skanderbeg con la gente" que se encuentra en la entrada del Museo de Historia Krujë.
A la edad de 70 se le dio el título de "el escultor del pueblo".
En la exposición "Primavera 90" en la Galería Nacional de Arte, ganó el primer premio con "Retrato de niña".

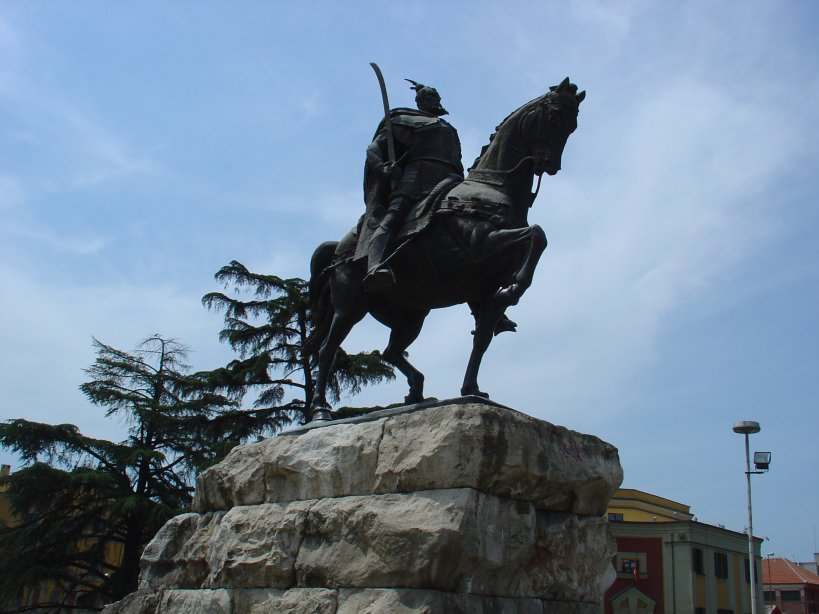
Estatua de Skanderbeg en la Plaza Skanderbeg

Fallece el 11 de julio de 1991

## Obras
- El monumento a Skanderberg en la plaza Skanderberg de Tirana, alzado en 1968, es obra de Odhise Paskali junto a Andrea Mana y Janaq Paço. Conmemora los 500 años de la muerte del héroe nacional.

- La escultura  Gjergj Kastrioti Skënderbeg (Skanderbeg y las personas), que se encuentran en el museo de Skanderbeg en Krujë. Es obra de Genc Hajdari junto a Janaq Paço

Esta obra fue realizada en el periodo comprendido entre 1949 y 1959.
Es la escultura más importante del  Museo Nacional de la ciudad de Krujë, y una de las más representativas de la escultura en Albania.